# السادلية
قرية السادلية هي قرية سعودية تقع في محافظة أبو عريش التابعة لمنطقة جازان جنوب غربي السعودية.

## نبذة
تقع القرية تحديداً جنوب مدينة أبو عريش بمسافة 2 كم تقريباً، وأغلب سكانها من أبناء قبيلة المعاشيه وتعد من أهم القرى في جنوب أبو عريش وذلك لكونها تحتوي على مجمع لمدارس الأولاد (ابتدائي - متوسط - ثانوي) ومدرستي بنات (ابتدائي - متوسط- وثانوي) كما أنها تحتوي على محطة لتقوية الكهرباء وهي تربط القرى الواقعة جنوبها بمدينة أبو عريش عبر طريق يوصل مباشرة إلى حزام دائري حول مدينة أبو عريش وآخر يصل إلى قلب مدينة أبو عريش.